# Fanzin

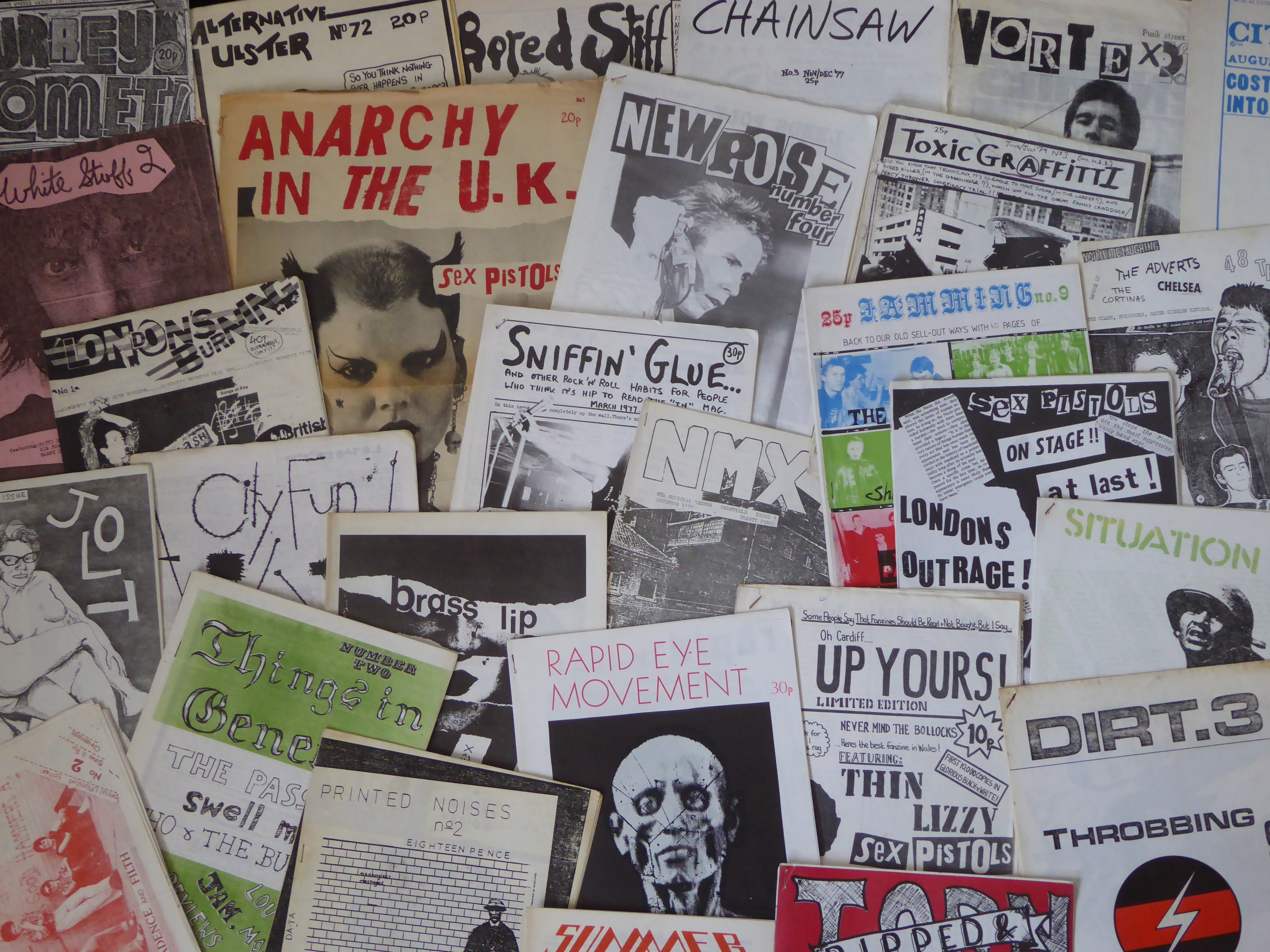
Example de fanzine din anii '70

Un fanzin (cuvânt creat din engleză fans magazine - revistă a fanilor) este o publicație neprofesionistă și neoficială produsă de fanii unui fenomen cultural particular (muzică, SF) care are o durată de viață efemeră și tiraj foarte limitat. Termenul a fost creat în octombrie 1940 ca science fiction fanzine de Russ Chauvenet.
Fanzinele nu apar pentru obținerea unui profit ci pentru promovarea de nume noi. Ele pot conține reviste ale debutanților, traduceri, informații despre evenimente, pagini de critică și teorie literară.

## În România
Până în 1989 au apărut publicații fanzin ca Atalantis (Reșița), Atlantida (Cernavodă), Omicron (Craiova), Paradox, Helion și Biblioteca Nova (la Timișoara), Solaris (București),  SFera Fanzin (Brăila). 
Primul fanzin românesc, Solaris, a apărut în iunie 1972 (a primit Premiul Special la Eurocon 1972, iar coperta sa a fost reprodusă în caietul program al primei convenții SF europene).
După 1990 au apărut numeroase cenacluri care au publicat mai multe fanzine (de obicei cu o viață scurtă, de maxim de 3-4 numere): Aergistal (Cluj-Napoca), Nova 5,5 și Sfeno ++ (Galați), Brain (Brașov), SFera (Brăila), Sfinx (Târgoviște), Cronaut și Vladimir Colin's Newsletter (Oțelul-Roșu), Katharsis (Ploiești), Pyyrat și String (București), Nebuloasa 15 (Focșani), Sigma (Piatra Neamț), ArtZONESF (Brăila).

## Legături externe
- How the fanzine refused to die
- Citations for "fanzine" collected by the Oxford English Dictionary
- Origins of the amateur press associations
- Historic science fiction fanzines at Fanac.org
- Current and archived science fiction fanzines at eFanzines.com

## Vezi și
- Premiul Hugo pentru cel mai bun fanzin
- Infzin